# نظریه آشوب (فیلم)
نظریه آشوب (به انگلیسی: Chaos Theory) نام یک فیلم کمدی-درام آمریکایی به کارگردانی مارکوس سیگا محصول سال ۲۰۰۸ است. فیلم در شهر ونکوور کشور کانادا فیلمبرداری شده‌است.
نسخه ویدئویی فیلم نیز در تاریخ ۱۷ ژوئن ۲۰۰۸ در آمریکا عرضه شده‌است.